# Franz Brentano

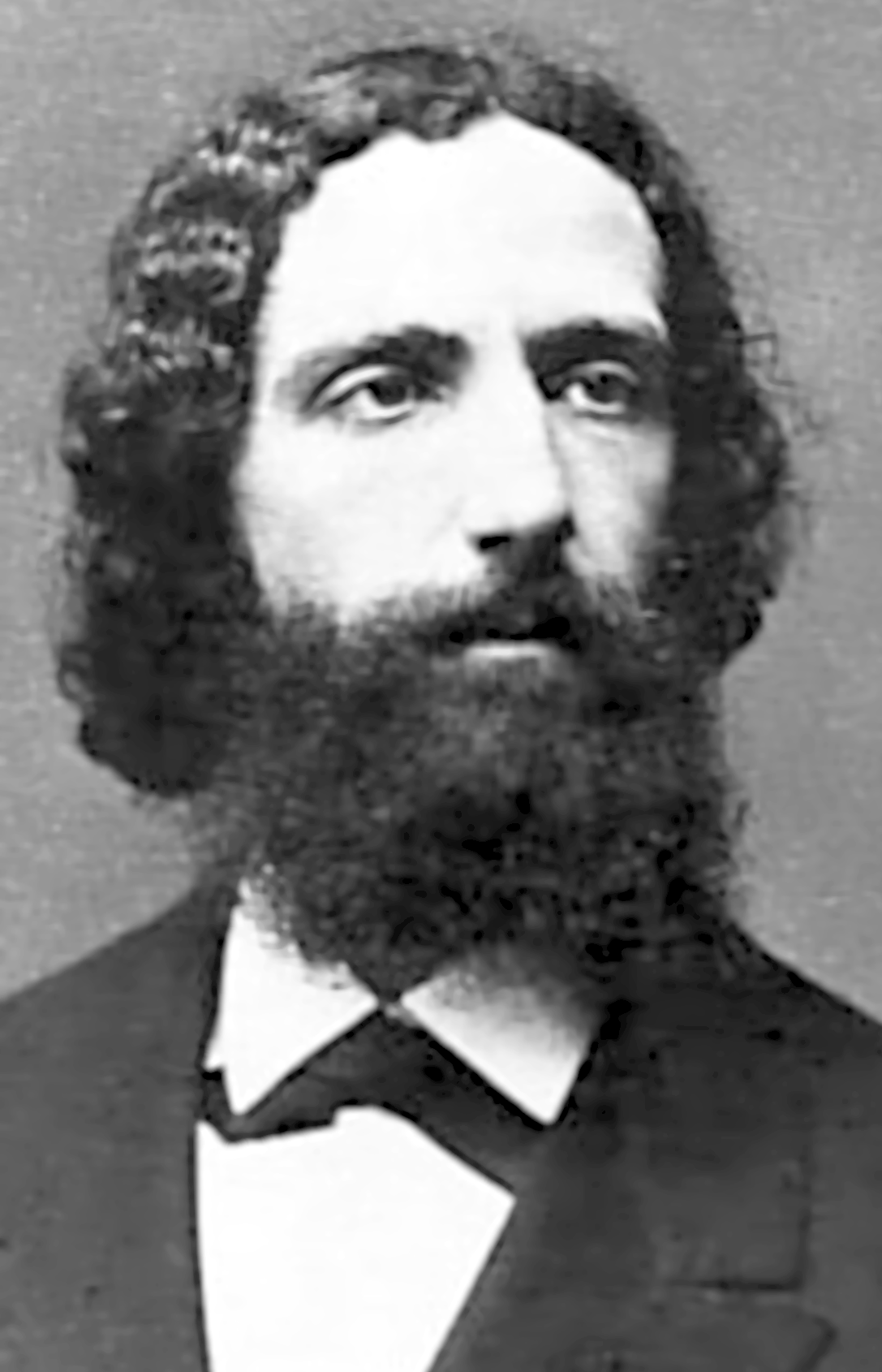
Franz Brentano

Franz Clemens Honoratus Hermann Josef Brentano (* 16. Januar 1838 im damals schon aufgelösten Kloster Marienberg bei Boppard am Rhein; † 17. März 1917 in Zürich) war ein deutscher Philosoph, Psychologe und Begründer der Aktpsychologie. Ursprünglich katholischer Priester, verließ Brentano aus Protest gegen die Verkündigung des Dogmas von der Unfehlbarkeit des Papstes die Kirche und hat dann als konfessionsloser Professor in Wien auf die junge Philosophengeneration nachhaltig eingewirkt.
Zu seinen Hörern zählten unter anderem Edmund Husserl, Tomáš Garrigue Masaryk und Sigmund Freud.

## Herkunft
Die Familie Brentano stammte ursprünglich aus der Lombardei, lebte aber seit mehreren Generationen in Deutschland. Franz Brentanos Eltern waren der Schriftsteller Christian Brentano und dessen Ehefrau Emilie Brentano, geborene Genger. Ein Bruder war der Wirtschaftswissenschaftler und Sozialreformer Lujo Brentano. Clemens Brentano und Bettina von Arnim, die zu den bedeutendsten Persönlichkeiten der deutschen Romantik gezählt werden, waren Onkel und Tante väterlicherseits.

## Leben

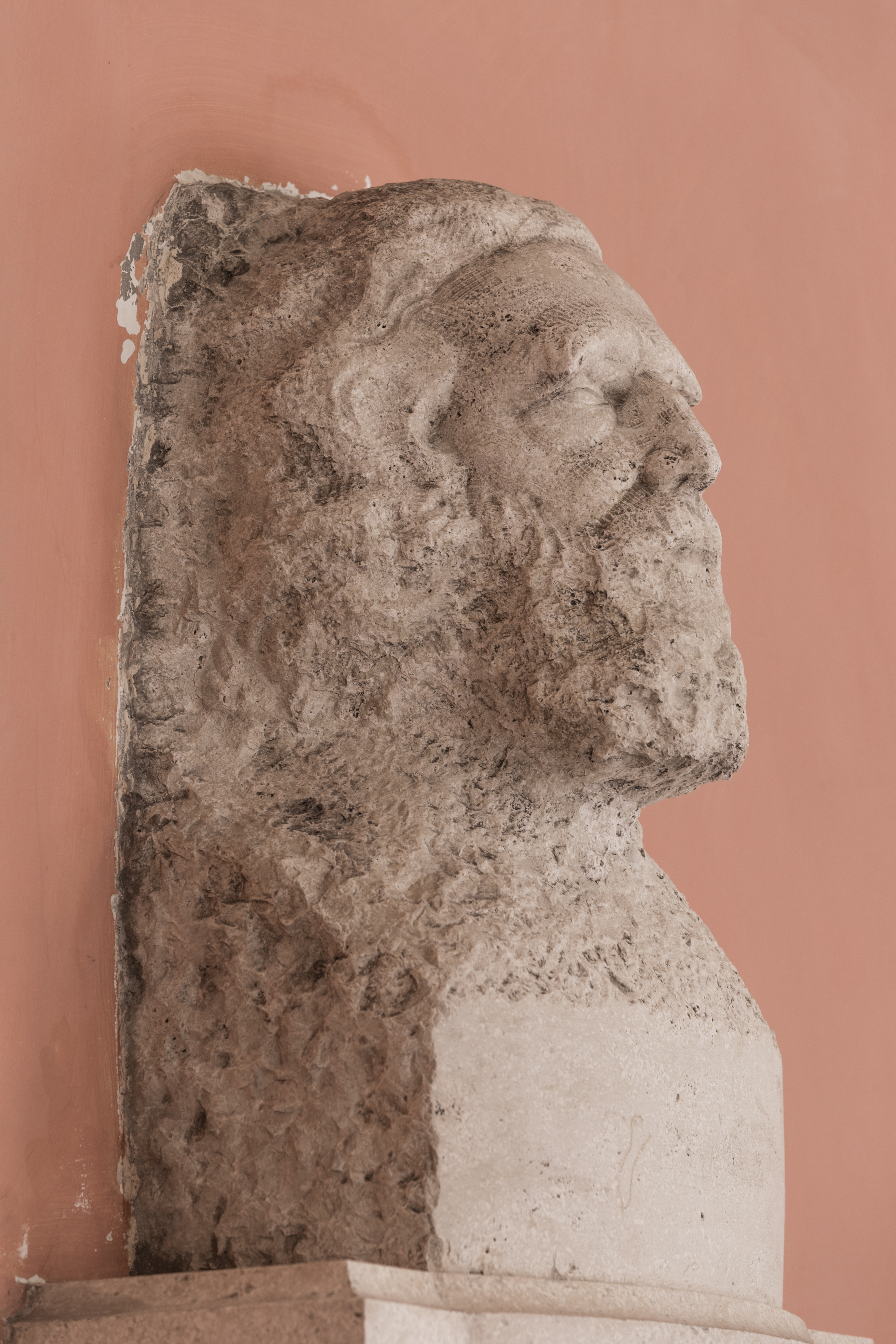
Von Theodor Georgii geschaffene Büste Brentanos im Arkadenhof der Universität Wien

Franz Brentano wuchs in Aschaffenburg auf und studierte in München, Würzburg, Berlin und Münster. Seine Dissertation über den Begriff des „Seienden“ bei Aristoteles legte er in Tübingen vor.
Nach seiner Habilitation in Würzburg 1866 lehrte Brentano dort Philosophie. Neben Philosophie hatte er auch Theologie studiert und wurde 1864 zum Priester geweiht. Im Vorfeld des Ersten Vatikanischen Konzils engagierte er sich auf höchster kirchlicher Ebene gegen die Kanonisierung der päpstlichen Unfehlbarkeit; er hatte aber bereits 1870 wegen der Problematik der Dogmen der Trinität und der Inkarnation sowie der absoluten Forderung zu glauben den römisch-katholischen Glauben aufgegeben. Nach längerem Zögern, auch aus Rücksicht auf seine fromme Mutter, zog er die Konsequenz und legte 1873 sein Priesteramt nieder. Er beendete auch seine Lehrtätigkeit in Würzburg und wurde 1874 als Professor für Philosophie nach Wien berufen. Da er infolge seiner Priesterweihe nach österreichischem Recht nicht heiraten konnte, wurde er sächsischer Staatsbürger in Leipzig, um heiraten zu können. Er musste dennoch auf die Professur verzichten. 1879 trat er aus der Kirche aus. Das war in Österreich erst seit kurzem, nämlich durch Gesetz vom 25. Mai 1868 ermöglicht worden. 1880 trat er von der Professur zurück. Er blieb jedoch bis 1895 als Privatdozent in Wien.
Am 27. Juni 1888 wurde sein Sohn Johann Michael (Giovanni) geboren (gestorben 1969). Nach dem Tod seiner Gattin Ida Lieben (17. Mai 1852 bis 13. März 1894) aus der österreichischen Bankiersfamilie Ignatz Lieben (1809–1877) zog er aus dem Palais Todesco in Wien, Ringstraße, aus und übersiedelte 1895 nach Florenz. 1897 heiratete er in zweiter Ehe Emilie Rueprecht. Ab 1903 verlor er langsam sein Augenlicht. Er erwarb die Klostertaverne von Schloss Schönbühel in der Wachau als zeitweiligen Feriensitz. Nach dem Eintritt Italiens in den Ersten Weltkrieg floh er 1915 nach Zürich, wo er nach zwei Augenoperationen erblindete und am 17. März 1917 an einer Blinddarminfektion starb. Zunächst in Zürich beigesetzt, wurden seine Gebeine auf Wunsch der Familie 1953 exhumiert, eingeäschert und seine Urne in der Familiengruft auf dem Altstadtfriedhof in Aschaffenburg (Unterfranken) beigesetzt.
Seit 1914 war er korrespondierendes Mitglied der Preußischen Akademie der Wissenschaften.

## Werk
Brentano verband die Philosophie eng mit der Psychologie, die für ihn die Grundwissenschaft schlechthin war. Er war Begründer der Aktpsychologie, die unter anderem auch Edmund Husserl, Alexius Meinong, William McDougall, Sigmund Freud und Carl Stumpf beeinflusste. Sie zählen zur sogenannten Brentanoschule. Besonders in Prag wurden seine Lehren von den Dozenten der Karls-Universität weitergetragen und in Clubs wie dem Café Arco und im Louvre-Zirkel von vielen Anhängern wie Emil Utitz besprochen. Wie auch andere Philosophen trat z. B. Felix Weltsch, ein enger Freund von Max Brod und Franz Kafka, Brentanos Lehren eher kritisch gegenüber und vertrat Ansichten von Christian von Ehrenfels. Ebenso kehrte sich Meinong später von Brentano ab, da er eine andere Auffassung des psychischen Begriffs „Intentionalität“ vertrat. Einer seiner bedeutendsten Schüler war Tomáš Garrigue Masaryk. Starken Einfluss übte das Werk von Brentano auf den jungen Martin Heidegger aus.

## Werkauswahl
- Aristoteles und seine Weltanschauung. (= Philosophische Bibliothek. Band 303). Meiner, Hamburg 1977, ISBN 3-7873-0401-0.
- Aristoteles und seine Weltanschauung. Leipzig 1911.
- Aristoteles’ Lehre vom Ursprung des menschlichen Geistes. Leipzig 1911.
- Das Genie. Vortrag gehalten im Saale des Ingenieur- und Architektenvereins in Wien. Verlag Duncker & Humblot, Leipzig 1892.
- Das Schlechte als Gegenstand dichterischer Darstellung. Vortrag, gehalten in der Gesellschaft der Litteraturfreunde zu Wien. Verlag Duncker & Humblot, Leipzig 1892.
- Die Abkehr vom Nichtrealen. Briefe und Abhandlungen aus dem Nachlaß. (= Philosophische Bibliothek. Band 314). Meiner, Hamburg 1966, ISBN 3-7873-0432-0.
- Die Psychologie des Aristoteles, insbesondere seine Lehre vom nous poietikos. Verlag Franz Kirchheim, Mainz 1867.
- Die vier Phasen der Philosophie und ihr augenblicklicher Stand. Stuttgart 1895.
- Geschichte der griechischen Philosophie. Hrsg. von Franziska Meyer-Hillebrand. 2., verbesserte Auflage. (= Philosophische Bibliothek. Band 313). Meiner, Hamburg 1988, ISBN 3-7873-0694-3.
- Geschichte der mittelalterlichen Philosophie. Hrsg. von Klaus Hedwig. (= Philosophische Bibliothek. Band 323). Meiner, Hamburg 1980. ISBN 3-7873-0499-1.
- Geschichte der Philosophie der Neuzeit. Hrsg. von Klaus Hedwig. (= Philosophische Bibliothek. Band 359). Meiner, Hamburg 1987, ISBN 3-7873-0678-1.
- Grundzüge der Ästhetik. Hrsg. von Franziska Mayer-Hillebrand. 2. Auflage. (= Philosophische Bibliothek. Band 312). Meiner, Hamburg 1988, ISBN 3-7873-0738-9.
- Kategorienlehre. Hrsg. von Alfred Kastil. (= Philosophische Bibliothek. Band 203). Meiner, Hamburg 1985, ISBN 3-7873-0011-2.
- Meine letzten Wünsche für Österreich. In: Neue Freie Presse. 2./5./8. Dezember 1894.
- Neue Räthsel. Verlag von Gerold’s Sohn, Wien 1879. (veröffentlicht unter dem Pseudonym Aenigmatias)
- Philosophische Untersuchungen zu Raum, Zeit und Kontinuum. Hrsg. und eingeleitet von Stephan Körner und Roderick M. Chisholm. (= Philosophische Bibliothek. Band 293). Meiner, Hamburg 1976, ISBN 3-7873-0356-1.
- Psychologie vom empirischen Standpunkt. Leipzig 1874, Neuauflage 1911. (Wiederauflage: Ontos, ISBN 978-3-938793-41-1)
- Über Aristoteles. Hrsg. von Rolf George. (= Philosophische Bibliothek. Band 378). Meiner, Hamburg 1986, ISBN 3-7873-0631-5.
- Über die Zukunft der Philosophie. Hölder Verlag, Wien 1893.
- Ueber die Gründe der Entmuthigung auf philosophischem Gebiete. Ein Vortrag gehalten beim Antritte der philosophischen Professur an der k.k. Hochschule zu Wien. Verlag Braumüller, Wien 1874.
- Untersuchungen zur Sinnesphysiologie. Hrsg. von Roderick M. Chisholm und Reinhard Fabian. 2. Auflage. (= Philosophische Bibliothek. Band 315). Meiner, Hamburg 1979, ISBN 3-7873-0444-4.
- Untersuchungen zur Sinnespsychologie. Leipzig 1907.
- Vom Dasein Gottes. Mit Einleitung und Anmerkungen hrsg. von Alfred Kastil. (= Philosophische Bibliothek. Band 210). Meiner, Hamburg 1929. (Nachdruck: 1968)
- Vom Ursprung sittlicher Erkenntnis. Verlag Duncker & Humblot, Leipzig 1889.
- Von der mannigfachen Bedeutung des Seienden nach Aristoteles. Herder, Freiburg im Breisgau 1862.
- Wahrheit und Evidenz. Meiner, Hamburg 1974.
- Was für ein Philosoph manchmal Epoche macht. Wien/Pest/Leipzig 1876.

- Weitere Werke postum herausgegeben von Franziska Mayer-Hillebrand.
- Über Ernst Machs „Erkenntnis und Irrtum“. Mit zwei Anhängen, Kleine Schriften über Ernst Mach. Der Brentano-Mach-Briefwechsel. Rodopi, 1988, ISBN 978-90-6203-715-5.
- Die Lehre Jesu und ihre bleibende Bedeutung. Meiner, Leipzig 1922 / Reprint on Demand, Meiner, Hamburg 2019, ISBN 978-3-78733535-0.